# Ashley Young
Ashley Simon Young (Stevenage, Inglaterra, 9 de julio de 1985) es un futbolista británico, de origen jamaicano, que juega de defensa en el Ipswich Town F. C. de la EFL Championship de Inglaterra.

## Trayectoria

### Watford F. C.
Ashley se formó en la cantera del Watford desde los diez años. En septiembre de 2003, con 18 años, debutó en el Watford logrando un gol ante el Millwall. En su primera temporada, en apenas seis partidos, logró tres goles. En la temporada 2004-05 fue elegido mejor jugador joven del equipo. En la siguiente campaña se destapó como goleador al anotar quince tantos que permitieron lograr el ascenso a Premier League del club, por lo que fue elegido en el equipo ideal. El 19 de agosto de 2006 debutó como titular en Premier League ante el Everton. El 2 de octubre marcó sus primeros dos tantos ante el Fulham.

### Aston Villa F. C.
En enero de 2007 fue traspasado al Aston Villa por 8 millones de libras, y debutando con un gol en el partido que su equipo perdió, 3-1, en St James Park frente al Newcastle United.
En la temporada 2007-08 fue titular en 37 ocasiones, anotando ocho goles. Fue incluido en el equipo ideal de la Premier League gracias a su rendimiento ofensivo. Además, fue elegido como mejor jugador del mes de abril.
En la campaña 2008-09 su rendimiento fue muy similar, ya que logró siete goles en 36 partidos. Fue elegido en dos ocasiones como mejor jugador del mes (septiembre y diciembre) y como parte del equipo ideal. El 26 de abril de 2009 fue elegido como mejor jugador joven del año por la PFA.
Permaneció dos campañas más en el equipo inglés manteniendo sus cifras goleadoras y de partidos, lo que le llevó a fichar por el Manchester United además de llamar la atención de varios clubes europeos.

### Manchester United
Fue contratado por el Manchester United el 23 de junio de 2011, por 15 millones de libras. Su debut se produjo, el 7 de agosto, en la final de la Community Shield ante el Manchester City, donde dio una asistencia y logró el título. El 28 de agosto marcó un doblete en la histórica victoria por 8 a 2 ante el Arsenal. El 27 de septiembre, en su debut en Liga de Campeones, marcó un gol de cabeza en el minuto 90 ante el F. C. Basilea.
En la temporada 2014-15, con Louis van Gaal, pasó a jugar como lateral en bastantes partidos aunque también jugó como delantero. No fue hasta la temporada 2017-18, con José Mourinho, cuando se ganó un sitio en el equipo titular como lateral izquierdo.

### Italia y vuelta a Inglaterra
El 17 de enero de 2020 el Inter de Milán hizo oficial su fichaje hasta final de temporada con la opción de ampliar el contrato un año más. Siguió un curso más y ganó la Serie A, siendo el primer inglés en ganar la Premier League y la Serie A.
El 17 de junio de 2021 se oficializó su vuelta al Aston Villa, 10 años después de su salida al Manchester United. Esta segunda etapa en el club duró dos temporadas disputando 57 partidos. Entonces, en julio de 2023 firmó por una con el Everton F. C. Continuó una segunda y en julio de 2025 se unió al Ipswich Town F. C.

## Selección nacional
Young ha sido internacional sub-21 en diez ocasiones.
El 31 de agosto de 2007, Steve McClaren lo convocó por primera vez para la selección inglesa para disputar los partidos de clasificación para la Eurocopa de 2008 contra Rusia e Israel. El 16 de noviembre de 2007, Young hizo finalmente su debut internacional con la selección inglesa como suplente en un partido amistoso contra Austria.
Fue convocado para la Eurocopa 2012, donde jugó cuatro encuentros como titular. En noviembre de 2017 regresó a la selección tras más de cuatro años de ausencia.
Estuvo en la lista de 23 convocados para el Mundial de Rusia de 2018 por Gareth Southgate, donde fue titular en el carril izquierdo en cinco de los siete partidos a excepción del último partido de la fase de grupos y juego por el tercer puesto, ambos ante Bélgica.
En enero de 2019 anunció su retiro de la selección.

### Participaciones en Eurocopas
| Copa          | Sede              | Resultado    | Partidos | Goles |
| ------------- | ----------------- | ------------ | -------- | ----- |
| Eurocopa 2012 | Polonia y Ucrania | Primera fase | 4        | 0     |

### Participaciones en Copas del Mundo
| Mundial           | Sede  | Resultado    | Partidos | Goles |
| ----------------- | ----- | ------------ | -------- | ----- |
| Copa Mundial 2018 | Rusia | Cuarto lugar | 5        | 0     |

## Estadísticas

### Clubes
Actualizado al último partido disputado el 25 de mayo de 2025.
| Club | Div.          | Temporada     | Liga  | Liga  | Copas nacionales(1) | Copas nacionales(1) | Copas internacionales(2) | Copas internacionales(2) | Total | Total | Media goleadora(3) |
| Club | Div.          | Temporada     | Part. | Goles | Part.               | Goles               | Part.                    | Goles                    | Part. | Goles | Media goleadora(3) |
| --- | ------------- | ------------- | ----- | ----- | ------------------- | ------------------- | ------------------------ | ------------------------ | ----- | ----- | ------------------ |
| Watford F. C. Inglaterra | 2.ª           | 2003-04       | 5     | 3     | 1                   | 0                   | —                        | —                        | 6     | 3     | 0.5                |
| Watford F. C. Inglaterra | 2.ª           | 2004-05       | 34    | 0     | 4                   | 0                   | —                        | —                        | 38    | 0     | 0                  |
| Watford F. C. Inglaterra | 2.ª           | 2005-06       | 42    | 14    | 1                   | 1                   | —                        | —                        | 43    | 15    | 0.35               |
| Watford F. C. Inglaterra | 1.ª           | 2006-07       | 20    | 3     | 3                   | 1                   | —                        | —                        | 23    | 4     | 0.17               |
| Watford F. C. Inglaterra | Total club    | Total club    | 101   | 20    | 9                   | 2                   | 0                        | 0                        | 110   | 22    | 0.2                |
| Aston Villa F. C. Inglaterra | 1.ª           | 2006-07       | 13    | 2     | —                   | —                   | —                        | —                        | 13    | 2     | 0.15               |
| Aston Villa F. C. Inglaterra | 1.ª           | 2007-08       | 37    | 8     | 2                   | 0                   | —                        | —                        | 39    | 8     | 0.21               |
| Aston Villa F. C. Inglaterra | 1.ª           | 2008-09       | 36    | 7     | 4                   | 0                   | 8                        | 2                        | 48    | 9     | 0.19               |
| Aston Villa F. C. Inglaterra | 1.ª           | 2009-10       | 37    | 5     | 11                  | 4                   | 2                        | 0                        | 50    | 9     | 0.18               |
| Aston Villa F. C. Inglaterra | 1.ª           | 2010-11       | 34    | 7     | 5                   | 2                   | 1                        | 0                        | 39    | 11    | 0.28               |
| Manchester United F. C. Inglaterra | 1.ª           | 2011-12       | 25    | 6     | 1                   | 0                   | 7                        | 2                        | 33    | 8     | 0.24               |
| Manchester United F. C. Inglaterra | 1.ª           | 2012-13       | 19    | 0     | 2                   | 0                   | 2                        | 0                        | 23    | 0     | 0                  |
| Manchester United F. C. Inglaterra | 1.ª           | 2013-14       | 20    | 2     | 2                   | 1                   | 8                        | 0                        | 30    | 3     | 0.1                |
| Manchester United F. C. Inglaterra | 1.ª           | 2014-15       | 26    | 2     | 3                   | 0                   | —                        | —                        | 29    | 2     | 0.07               |
| Manchester United F. C. Inglaterra | 1.ª           | 2015-16       | 18    | 1     | 3                   | 0                   | 5                        | 0                        | 26    | 1     | 0.04               |
| Manchester United F. C. Inglaterra | 1.ª           | 2016-17       | 12    | 0     | 4                   | 0                   | 7                        | 0                        | 23    | 0     | 0                  |
| Manchester United F. C. Inglaterra | 1.ª           | 2017-18       | 30    | 2     | 4                   | 0                   | 4                        | 0                        | 38    | 2     | 0.05               |
| Manchester United F. C. Inglaterra | 1.ª           | 2018-19       | 30    | 2     | 4                   | 0                   | 7                        | 0                        | 41    | 2     | 0.05               |
| Manchester United F. C. Inglaterra | 1.ª           | 2019-20       | 12    | 0     | 3                   | 0                   | 3                        | 1                        | 18    | 1     | 0.06               |
| Manchester United F. C. Inglaterra | Total club    | Total club    | 192   | 15    | 26                  | 1                   | 43                       | 3                        | 261   | 19    | 0.07               |
| Inter de Milán · Italia | 1.ª           | 2019-20       | 18    | 4     | 2                   | 0                   | 5                        | 0                        | 25    | 4     | 0.16               |
| Inter de Milán · Italia | 1.ª           | 2020-21       | 26    | 1     | 3                   | 0                   | 5                        | 0                        | 34    | 1     | 0.03               |
| Inter de Milán · Italia | Total club    | Total club    | 44    | 5     | 5                   | 0                   | 10                       | 0                        | 59    | 5     | 0.08               |
| Aston Villa F. C. Inglaterra | 1.ª           | 2021-22       | 24    | 0     | 1                   | 0                   | ―                        | ―                        | 25    | 0     | 0                  |
| Aston Villa F. C. Inglaterra | 1.ª           | 2022-23       | 29    | 1     | 3                   | 0                   | ―                        | ―                        | 32    | 1     | 0.03               |
| Aston Villa F. C. Inglaterra | Total club    | Total club    | 212   | 30    | 26                  | 6                   | 11                       | 2                        | 249   | 38    | 0.15               |
| Everton F. C. Inglaterra | 1.ª           | 2023-24       | 31    | 0     | 3                   | 1                   | ―                        | ―                        | 34    | 1     | 0.03               |
| Everton F. C. Inglaterra | 1.ª           | 2024-25       | 32    | 1     | 4                   | 0                   | ―                        | ―                        | 36    | 1     | 0.03               |
| Everton F. C. Inglaterra | Total club    | Total club    | 63    | 1     | 7                   | 1                   | 0                        | 0                        | 70    | 2     | 0.03               |
| Ipswich Town F. C. Inglaterra | 2.ª           | 2025-26       | 0     | 0     | 0                   | 0                   | ―                        | ―                        | 0     | 0     | 0                  |
| Ipswich Town F. C. Inglaterra | Total club    | Total club    | 0     | 0     | 0                   | 0                   | 0                        | 0                        | 0     | 0     | 0                  |
| Total carrera | Total carrera | Total carrera | 593   | 71    | 72                  | 10                  | 64                       | 5                        | 729   | 86    | 0.12               |
| (1) Incluye datos de FA Cup (2003-2019), Community Shield, Copa de la Liga inglesa y Copa Italia. (2) Incluye datos de Liga de Campeones de la UEFA, Liga Europa de la UEFA y Copa Intertoto de la UEFA. (3) No incluye goles en partidos amistosos. |               |               |       |       |                     |                     |                          |                          |       |       |                    |

## Palmarés

### Títulos nacionales
| Título           | Club                    | País       | Año     |
| ---------------- | ----------------------- | ---------- | ------- |
| Community Shield | Manchester United F. C. | Inglaterra | 2011    |
| Premier League   | Manchester United F. C. | Inglaterra | 2012-13 |
| FA Cup           | Manchester United F. C. | Inglaterra | 2015-16 |
| Copa de la Liga  | Manchester United F. C. | Inglaterra | 2016-17 |
| Serie A          | Inter de Milán          | Italia     | 2020-21 |

### Títulos internacionales
| Título                 | Club                    | Sede  | Año     |
| ---------------------- | ----------------------- | ----- | ------- |
| Liga Europa de la UEFA | Manchester United F. C. | Solna | 2016-17 |